# Шагаш Роза, Антониу
Анто́ниу Ша́гаш Ро́за (порт. António Chagas Rosa, 1960, Лиссабон) — португальский пианист и композитор.

## Биография
Учился в Национальной консерватории (фортепиано) и Новом Лиссабонском университете (история). По стипендии Фонда Гюльбенкяна в 1984—1987 учился у Александра Хрисаниде в Амстердамской консерватории. В 1987—1992 по государственной стипендии занимался композицией в Роттердамской консерватории у Класа де Фриса и П. Я. Вагеманса. Работал в Нидерландском оперном театре, преподавал оперное искусство в Амстердамской консерватории. Сотрудничал с Робертом Уилсоном на постановке оперы Луи Андриссена De Materie, с Оливером Нассеном на репетициях музыкальной драмы Шёнберга Рука судьбы (Die glückliche Hand). Выступал в концертах как пианист, в частности — исполнял сочинения Джона Кейджа, гастролируя в Лондоне, Мюлузе, Генте.

## Композиторская деятельность
Композитору заказывают сочинения Фонд Галуста Гюльбенкяна, Радио Португалии (Antena 2), Национальный театр Сан-Карлуш (Лиссабон), Grupo de Música Contemporânea de Lisboa, Sond’Ar-te Electric Ensemble (Португалия), ансамбль Klangforum Wien, Nederlands Kamerkoor, шведский камерный оркестр KammerensembleN, Ensemble Wiener Collage (Вена), ансамбль Musicatreize (Марсель) и др.
Сочинения композитора исполняются на музыкальных фестивалях в Португалии, Испании, Франции, Нидерландов, Австрии, Германии, Швеции, Швейцарии, Украине, США, Макао, Гонконге и др.

## Сочинения
- Соната для фортепиано (1988)
- Tres Gacelas для контральто и камерного оркестра на стихи Гарсиа Лорки (1988/1989)
- Meghasandesham для клавесина и струнного квартета (1989/1990)
- Antinous для струнного квартета и большого оркестра (1990/1992)
- Songs of the Beginning для высокого голоса и фортепиано на стихи Лаоцзы (1992)
- Canticles for the Remission of Hunger, камерная опера в 6 сценах (1992/1994)
- Afonso Domingues, por exemplo для тенора и фортепиано на стихи Паулу Лагиша (1994/1997)
- Angkor для альта и фортепиано (1994/1995)
- Piano Concerto (1994/1995)
- O Céu sob as Entranhas, для баритона и фортепианного трио на стихи Луиша Мигела Навы (1996)
- Sept Épigrammes de Platon для сопрано и фортепиано (1997)
- 3 Consolations для рекордера и камерного оркестра (1997/1998)
- Moh для камерного оркестра (1998)
- Four Cartoons для подготовленной маримбы, посв. португальскому маримбисту-виртуозу Педру Карнейру (1999)
- Non Altro для тенора, фортепиано и магнитофонной ленты (1999)
- Altro для флейты-пикколо и фортепиано (2000)
- What the afternoon and the mountain said для фортепиано (2000)
- Чужестранные мотивы/ Melodias Estranhas (2000/2001), камерная опера в 3 действиях по либретто Геррита Комрея о жизни и музыке Дамиана ди Гойша
- Quatrains du Secret Estude для хора a capella на слова Нострадамуса (2002)
- …pour les temps glissants… для бас-кларнета и струнного трио (2002)
- Zwei Kleinbauernlieder для тенора и фортепиано на слова Рафаэля Урвайдера (2002)
- Deep Water Music для четырёх барабанщиков (2002)
- Naishapur для баритона, перкуссии и фортепиано на стихи Пессоа (2003)
- Cicuta для сопрано и фортепиано на стихи Марии Терезы Орта (2005)
- Serei só eu… для сопрано и струнного квартета на текст Рихарда Вагнера Isolde Liebestod в переводе Жоржи де Сены (2005)
- As Feiticeiras/Les Sorcières, сценическая кантата на стихи Марии Терезы Орта (2005/2006)
- A boca для фагота (2006)
- Tombeau de Marie Stuart для камерного оркестра (2007)
- Mares I/Falésias, Mares II/Cavalos Marinhos, Mares III/Ilha de Moçambique для 6 перкуссионистов (2008—2009)
- Струнный квартет № 1 (2009)
- …aquilo que voa для расширенного оркестра (2009)
- Chants de Teika для меццо-сопрано и фортепиано на стихи Фудзивара Тэйка (2011)
- Six mélodies japonaises для меццо-сопрано, гитары, баритон-саксофона и фортепиано (2011)
- Música de cena para Santo Antão для флейты-пикколо, кларнета, фортепиано, скрипки и виолончели (2012)

## Педагогическая деятельность
C 1996 преподает камерную музыку в университете Авейру.